# Beatrijs van Assendelft
Beatrijs van Assendelft (rond 1465) was een religieuze, die bekend is van het door haar nagelaten getijdenboek.

## Levensloop
Beatrijs was de oudste dochter van Gerrit van Assendelft (1420-1486), heer van Assendelft en raadsheer-ordinaris bij het Hof van Holland en Beatrix van Daelem (†1492). Gerrit van Assendelft was eigenaar van het slot Assumburg bij Heemskerk en van een stadswoning aan het Westeinde in Den Haag.
Uit het testament dat Gerrit en Beatrix lieten opmaken in 1482 blijkt dat Beatrijs op dat moment al de geloften had afgelegd in het Sint-Elizabethklooster in Den Haag. en op 12 september 1485 ging zij naar het klooster Onze Lieve Vrouwe ter Zijl in Haarlem. Het Sint-Elizabethklooster was een gemeenschap van tertiarissen, de zusters konden zonder probleem contact houden met de buitenwereld, ze legden alleen de gelofte af zich aan gebed en goede werken te wijden en zich ver te houden van wereldse genoegens. Het Elizabethklooster lag nauwelijks op 200 meter van de ouderlijke woning van Beatrijs op het Westeinde. Het Zijlklooster volgde de regel van Sint Augustinus wat dus duidelijk een strengere levensstijl inhield. De ouders hadden dan ook omwille van de zwakke gezondheid van Beatrijs een overeenkomst gesloten met de rector Claas Dirkszoon en de priorin Wijve Jansdochter van het klooster waarin vermeld staat dat zij omwille van haar ‘…teerheyd ende crankheyt der naturen…... ende van hoeren siecten die zij somwijl te hebben plach’. was  vrijgesteld van bepaalde verplichtingen die aan het kloosterleven verbonden waren, zoals de deelname aan de nachtelijke gebedsstonden en ze kreeg de toelating haar dag in te delen zoals zij wenste. Ze hoefde ook niet alle diensten bij te wonen, ze was slechts aan de regels onderworpen ‘... als zij redelijk verdragen kon’.  Voor haar verblijf betaalde haar vader jaarlijks 60 pond aan het klooster.
Wat de 'weekheid' van Beatrijs aangaat is het onduidelijk wat hiermee bedoeld was, misschien was het gewoon de bedoeling van de ouders om een probleemkind veilig onder te brengen.

## Gebedenboek
Bekend is Beatrijs geworden door haar gebedenboek (brevier), dat zij vermoedelijk van haar ouders had meegekregen bij haar intrede in het klooster. Opvallend aan het gebedenboek is het ontbreken van de nachtelijke gebeden, die normaal in een dagelijks gebed zijn opgenomen. Ook hier gaat men ervan uit dat het boek aangepast werd aan de ziekelijke Beatrijs die ’s nachts niet hoefde te bidden. Het boek draagt op folium 2 bovenaan een tekst geschreven door een hand te dateren op het einde van de 15e eeuw of het begin van de 16e eeuw met de tekst: “Dit boeck hoert toe die Regularissen te Zijl binnen Haerlem. Ende is gecomen van suster Beatris van Assendelff.” Onder de tekst zijn in verbleekte bruine inkt de wapens van de families van Assendelft en Van Dongen getekend. Het gebedenboek wordt nu bewaard in het Museum Catharijneconvent te Utrecht.

Breviarium (brevier) van Beatrijs van Assendelft

Naast haar brevier werden nog andere boeken gemaakt voor Beatrijs. Het eerste is een rijkelijk verluchte Vita Christi (ca. 1470-1480) dat nu wordt bewaard in het Fitzwilliam Museum te Cambridge met signatuur MS 25. Dit handschrift is een vertaling van het Latijnse werk van Ludolphus van Saksen over het leven van Christus in het Middelnederlands. Ook dit boek blijkt in het bezit geweest te zijn van Beatrijs, getuige een notitie voor in het boek (folium i recto) die luidt: “Dit boeck hoert toe die Regulierissen te Zijl binnen Haerlem. Ende is gecomen van suster Beatris Gerijtsd. van Assendelff.”
Verder is er nog een getijdenboek van dezelfde meester als de Vita Christi, daterend van ca. 1480-1490, waarvan men vermoedt dat het ook in haar bezit zou geweest zijn.